# 청산고등학교
청산고등학교(靑山高等學校)는 대한민국 충청북도 옥천군 청산면 백운리에 있는 공립 고등학교이다.

## 학교 연혁
- 1955년 6월 1일 : 청산고등학교 설립 인가(3학급)
- 1978년 3월 1일 : 청산 남고・여고 분리(남 6학급, 여 3학급)
- 1986년 3월 1일 : 청산 남고・여고 청산고등학교로 통・폐합(남여 12학급)
- 2011년 6월 30일 : 청산학사 준공
- 2013년 4월 15일 : 급식소 준공
- 2019년 6월 30일 : 풋살장・농구장 준공
- 2022년 9월 1일 : 제30대 황인경 교장 부임
- 2023년 2월 8일 : 제66회 26명 졸업 (졸업생 5,840명)
- 2023년 3월 2일 : 2023학년도 입학 (1학급 24명)

## 참고 자료
- 청산고등학교 - 한국교육학술정보원 학교알리미